# Manettia tomantha
Manettia tomantha är en måreväxtart som beskrevs av Paul Carpenter Standley. Manettia tomantha ingår i släktet Manettia och familjen måreväxter. Inga underarter finns listade i Catalogue of Life.